# Mycoplasma laboratorium
Mycoplasma laboratorium ou Synthia refere-se a uma espécie sintética de bactéria. O projeto para construir a nova bactéria evoluiu desde o seu início. Inicialmente, o objetivo era identificar um conjunto mínimo de genes necessários para sustentar a vida a partir do genoma de Mycoplasma genitalium e reconstruir esses genes sinteticamente para criar um "novo" organismo. O Mycoplasma genitalium foi originalmente escolhido como base para este projeto porque, na época, possuía o menor número de genes de todos os organismos analisados. Mais tarde, o foco mudou para Mycoplasma mycoides e adotou uma abordagem mais de tentativa e erro.
Para identificar os genes mínimos necessários para a vida, cada um dos 482 genes de M. genitalium foi excluído individualmente e a viabilidade dos mutantes resultantes foi testada. Isso resultou na identificação de um conjunto mínimo de 382 genes que teoricamente deveriam representar um genoma mínimo. Em 2008, o conjunto completo de genes de M. genitalium foi construído em laboratório com marcas d'água adicionadas para identificar os genes como sintéticos. No entanto, o M. genitalium cresce extremamente lentamente e o M. mycoides foi escolhido como o novo foco para acelerar experimentos com o objetivo de determinar o conjunto de genes realmente necessários para o crescimento.
Em 2010, o genoma completo de M. mycoides foi sintetizado com sucesso a partir de um registro de computador e transplantado para uma célula existente de Mycoplasma capricolum que teve seu DNA removido. Estima-se que o genoma sintético usado para este projeto tenha custado US$ 40 milhões e 200 homens-ano para produzir. A nova bactéria conseguiu crescer e recebeu o nome de JCVI-syn1.0, ou Synthia. Após experimentação adicional para identificar um conjunto menor de genes que poderiam produzir um organismo funcional, foi produzido o JCVI-syn3.0, contendo 473 genes. 149 desses genes são de função desconhecida. Como o genoma do JCVI-syn3.0 é novo, é considerado o primeiro organismo verdadeiramente sintético.

## Projeto Genoma Mínimo
A produção de Synthia é um esforço em biologia sintética no J. Craig Venter Institute por uma equipe de aproximadamente 20 cientistas liderados pelo ganhador do Nobel Hamilton Smith e incluindo o pesquisador de DNA Craig Venter e o microbiologista Clyde A. Hutchison III. O objetivo geral é reduzir um organismo vivo a seus elementos essenciais e, assim, entender o que é necessário para construir um novo organismo a partir do zero. O foco inicial foi a bactéria M. genitalium, um parasita intracelular obrigatório cujo genoma consiste em 482 genes compreendendo 582.970 pares de bases, dispostos em um cromossomo circular (no momento em que o projeto começou, este era o menor genoma de qualquer organismo natural conhecido que pode ser cultivado em cultura livre). Eles usaram a mutagênese do transposão para identificar genes que não eram essenciais para o crescimento do organismo, resultando em um conjunto mínimo de 382 genes. Esse esforço foi conhecido como Projeto Genoma Mínimo.

## Escolha do organismo

### Mycoplasma
Mycoplasma é um gênero de bactérias da classe Mollicutes na divisão Tenericutes, caracterizada pela falta de uma parede celular (tornando-a Gram-negativa) devido ao seu estilo de vida parasitário ou comensal. Na biologia molecular, o gênero recebeu muita atenção, por ser um contaminante notoriamente difícil de erradicar em culturas de células de mamíferos (é imune a beta-lactâmicos e outros antibióticos), e por seus usos potenciais como um organismo modelo devido ao seu pequeno tamanho do genoma. A escolha do gênero para o projeto Synthia data de 2000, quando Karl Reich cunhou a frase Mycoplasma laboratorium.

### Outros organismos com pequenos genomas
A partir de 2005, Pelagibacter ubique (uma α-proteobactéria da ordem Rickettsiales ) possui o menor genoma conhecido (1.308.759 pares de bases) de qualquer organismo de vida livre e é uma das menores células auto-replicantes conhecidas. É possivelmente a bactéria mais numerosa do mundo (talvez 1028 células individuais) e, juntamente com outros membros do clado SAR11, calcula-se que compõem entre um quarto e meio de todas as células bacterianas ou archaeais no oceano. Foi identificado em 2002 por sequências de rRNA e foi totalmente sequenciado em 2005. É extremamente difícil cultivar espécies que não atingem uma alta densidade de crescimento na cultura de laboratório. Várias espécies recém-descobertas têm menos genes que M. genitalium, mas não são de vida livre: muitos genes essenciais que faltam em Hodgkinia cicadicola, Sulcia muelleri, Baumannia cicadellinicola (simbiontes de cigarras) e Carsonella ruddi (simbionte de hackberry pecíolo gall psyllid, Pachypsylla venusta) pode ser codificada no núcleo hospedeiro. O organismo com o menor conjunto conhecido de genes a partir de 2013 é Nasuia deltocephalinicola, um simbionte obrigatório. Possui apenas 137 genes e um tamanho de genoma de 112 kb.
| Nome da espécie                              | Número de genes | Tamanho (Mbp) |
| -------------------------------------------- | --------------- | ------------- |
| Candidatus Hodgkinia cicadicola Dsem         | 169             | 0,14          |
| Candidatus Carsonella ruddii PV              | 182             | 0,16          |
| Candidatus Sulcia muelleri GWSS              | 227             | 0,25          |
| Candidatus Sulcia muelleri SMDSEM            | 242             | 0,28          |
| Buchnera aphidicola str. Cinara cedri        | 357             | 0,4261        |
| Mycoplasma genitalium G37                    | 475             | 0,58          |
| Candidatus Phytoplasma mali                  | 479             | 0,6           |
| Buchnera aphidicola str. Baizongia pistaciae | 504             | 0,6224        |
| Nanoarchaeum equitans Kin4-M                 | 540             | 0,49          |

## Técnicas
Várias técnicas de laboratório tiveram que ser desenvolvidas ou adaptadas para o projeto, uma vez que exigia síntese e manipulação de pedaços muito grandes de DNA.

### Transplante de genoma bacteriano
Em 2007, a equipe de Venter relatou que eles conseguiram transferir o cromossomo da espécie Mycoplasma mycoides para Mycoplasma capricolum por:
- isolamento do genoma de M. mycoides : lise suave de células aprisionadas em ágar - ágar fundido misturado com células e deixado para formar um gel - seguido de eletroforese em gel de campo de pulso e a banda do tamanho correto (1,25 Mpb circular) sendo isolada;
- tornar competentes as células receptoras de M. capricolum : o crescimento em meios ricos seguiu a fome em meios pobres, onde a fome de nucleotídeos resulta na inibição da replicação do DNA e na alteração da morfologia; e
- transformação mediada por polietilenoglicol do cromossomo circular em células livres de DNA, seguida de seleção.[a 16]

O termo transformação é usado para se referir à inserção de um vetor em uma célula bacteriana (por eletroporação ou choque elétrico). Aqui, o transplante é usado como transplante nuclear.

### Síntese bacteriana de cromossomos
Em 2008, o grupo de Venter descreveu a produção de um genoma sintético, uma cópia da sequência G37 de M. genitalium L43967, por meio de uma estratégia hierárquica:
- Síntese → 1kbp: A sequência do genoma foi sintetizada por Blue Heron em 1.078 cassetes de 1080bp com sobreposição de 80bp e locais de restrição NotI (cortador ineficiente, porém pouco frequente).
- Ligação → 10kbp: 109 grupos de uma série de 10 cassetes consecutivas foram ligados e clonados em E. coli em um plasmídeo e a permutação correta foi verificada por sequenciação.
- PCR Multiplex → 100kbp: 11 Grupos de uma série de 10 conjuntos consecutivos de 10kbp (cultivados em leveduras) foram unidos por PCR multiplex, usando um par de primers para cada conjunto de 10kbp.
- Isolamento e recombinação → os conjuntos secundários foram isolados, unidos e transformados em esferoplastos de levedura sem uma sequência vetorial (presente no conjunto 811-900).

O genoma deste resultado de 2008, M. genitalium JCVI-1.0, é publicado no GenBank como CP001621.1. Não deve ser confundido com os organismos sintéticos posteriores, rotulados JCVI-syn, baseados em M. mycoides.

## Genoma sintético
Em 2010, Venter e seus colegas criaram o Mycoplasma mycoides, a cepa JCVI-syn1.0, com um genoma sintético. Inicialmente, a construção sintética não funcionou; portanto, para identificar o erro - que causou um atraso de 3 meses em todo o projeto -, uma série de construções semi-sintéticas foi criada. A causa da falha foi uma mutação de desvio de quadro único no DnaA, um fator de iniciação da replicação.
O objetivo de construir uma célula com um genoma sintético era testar a metodologia, como um passo para criar genomas modificados no futuro. O uso de um genoma natural como modelo minimizou as fontes potenciais de falha. Várias diferenças estão presentes no Mycoplasma mycoides JCVI-syn1.0 em relação ao genoma de referência, notadamente um transposon IS1 de E.coli IS1 (uma infecção do estágio de 10kb) e uma duplicação de 85bp, além de elementos necessários à propagação em leveduras e resíduos de sites de restrição.
Houve controvérsia sobre se o JCVI-syn1.0 é um verdadeiro organismo sintético. Enquanto o genoma foi sintetizado quimicamente em muitas partes, ele foi construído para corresponder ao genoma parental de perto e transplantado para o citoplasma de uma célula natural. O DNA por si só não pode criar uma célula viável: proteínas e RNAs são necessários para a leitura do DNA e membranas lipídicas são necessárias para compartimentar o DNA e o citoplasma. No JCVI-syn1.0, as duas espécies usadas como doador e receptor são do mesmo gênero, reduzindo possíveis problemas de incompatibilidade entre as proteínas no citoplasma do hospedeiro e o novo genoma. Paul Keim (geneticista molecular da Universidade do Norte do Arizona em Flagstaff) observou que "existem grandes desafios pela frente antes que os engenheiros genéticos possam misturar, combinar e projetar completamente o genoma de um organismo a partir do zero".

### Marcas d'água

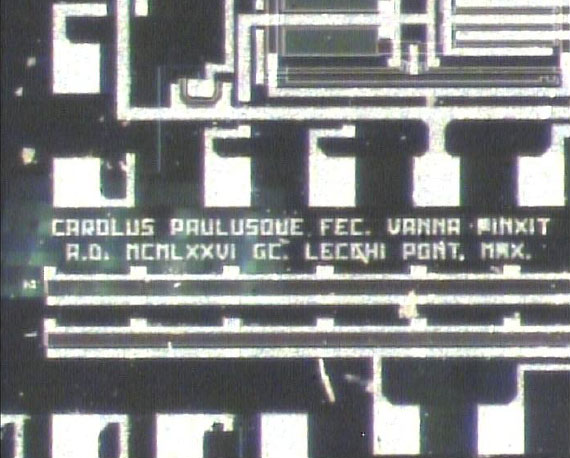
Marca d'água oculta em um chip semicondutor de 1976, agindo como uma assinatura de seus criadores. De maneira análoga, JC Venter e sua equipe adicionaram marcas d'água usando códons de terminação para assinar sua criação.

Um recurso muito divulgado do JCVI-syn1.0 é a presença de sequências de marcas d'água. As 4 marcas d'água (mostradas na Figura S1 no material suplementar do artigo) são mensagens codificadas escritas no DNA, com comprimento de 1246, 1081, 1109 e 1222 pares de bases, respectivamente. Essas mensagens não usavam o código genético padrão, no qual sequências de 3 bases de DNA codificam aminoácidos, mas um novo código inventado para esse fim, que os leitores eram desafiados a resolver. O conteúdo das marcas d'água é o seguinte:
1. Marca d'água 1: um script HTML que lê em um navegador como texto parabenizando o decodificador e instruções sobre como enviar um email aos autores para comprovar a decodificação.
2. Marca d'água 2: uma lista de autores e uma citação de James Joyce: "Viver, errar, cair, triunfar, recriar a vida fora da vida".
3. Marca d'água 3: mais autores e uma citação de Robert Oppenheimer (sem créditos): "Veja as coisas não como são, mas como podem ser".
4. Marca d'água 4: mais autores e uma citação de Richard Feynman: "O que não posso construir, não consigo entender".

### JCVI-syn3.0

O gene funciona no genoma mínimo do organismo sintético, Syn 3.

Em 2016, o Venter Institute usou genes do JCVI-syn1.0 para sintetizar um genoma menor chamado JCVI-syn3.0, que contém 531.560 pares de bases e 473 genes. Em 1996, depois de comparar M. genitalium com outra pequena bactéria Haemophilus influenza, Arcady Mushegian e Eugene Koonin propuseram que houvesse um conjunto comum de 256 genes que poderia ser um conjunto mínimo de genes necessários para a viabilidade. Nesse novo organismo, o número de genes só pode ser reduzido para 473, 149 dos quais têm funções completamente desconhecidas.
O JCVI-syn3A é um organismo sintético que contém sete genes principais que o ajudam a se dividir como as células normais. Foi construído a partir da célula sintética JCVI-syn3.0 existente. Enquanto JCVI-syn3.0 poderia construir proteínas e replicar seu DNA sem problemas, a célula minimalista não poderia se dividir em esferas uniformes. Em vez disso, ele se dividiu ao acaso, produzindo células-filhas de muitas formas e tamanhos diferentes. Os cientistas decidiram consertar esse problema adicionando genes de volta à célula despojada. Após anos de trabalho, os cientistas produziram JCVI-syn3A, que contém um total de 492 genes. Sete desses genes são essenciais para a divisão celular normal.

## Preocupações e controvérsias

### Recepção
Em 6 de outubro de 2007, Craig Venter anunciou em entrevista ao jornal britânico The Guardian que a mesma equipe havia sintetizado quimicamente uma versão modificada do cromossomo único do Mycoplasma genitalium. O genoma sintetizado ainda não havia sido transplantado para uma célula em funcionamento. No dia seguinte, o grupo de bioética canadense ETC Group divulgou uma declaração através de seu representante, Pat Mooney, dizendo que a "criação" de Venter era "um chassi no qual você poderia construir quase tudo. Poderia ser uma contribuição para a humanidade, como novas drogas, ou uma enorme ameaça para a humanidade, como armas biológicas". Venter comentou "Estamos lidando com grandes idéias. Estamos tentando criar um novo sistema de valores para a vida. Ao lidar com essa escala, você não pode esperar que todos sejam felizes."
Em 21 de maio de 2010, a Science informou que o grupo Venter sintetizou com sucesso o genoma da bactéria Mycoplasma mycoides a partir de um registro de computador e transplantou o genoma sintetizado para a célula existente de uma bactéria Mycoplasma capricolum que teve seu DNA removido. A bactéria "sintética" era viável, ou seja, capaz de se replicar. Venter a descreveu como "a primeira espécie ... a ter seus pais como um computador".
A criação de uma nova bactéria sintética, JCVI-3.0, foi anunciada na Science em 25 de março de 2016. Possui apenas 473 genes. Venter o chamou de "o primeiro organismo projetista da história" e argumentou que o fato de 149 dos genes necessários terem funções desconhecidas significa que "todo o campo da biologia está perdendo um terço do que é essencial para a vida".

### Cobertura da imprensa
O projeto recebeu uma grande quantidade de cobertura da imprensa devido ao talento de Venter, na medida em que Jay Keasling, um biólogo sintético pioneiro e fundador da Amyris, comentou que "a única regulamentação de que precisamos é da boca do meu colega".

### Utilitário
Venter argumentou que as bactérias sintéticas são um passo para a criação de organismos para fabricar hidrogênio e biocombustíveis, e também para absorver dióxido de carbono e outros gases de efeito estufa. George M. Church, outro pioneiro em biologia sintética, expressou a visão contrastante de que a criação de um genoma totalmente sintético não é necessária, uma vez que a E. coli cresce mais eficientemente que a M. genitalium, mesmo com todo o seu DNA extra; ele comentou que genes sintéticos foram incorporados ao E.coli para executar algumas das tarefas acima.

### Propriedade intelectual
O J. Craig Venter Institute registrou patentes para o genoma do laboratório Mycoplasma (o "genoma bacteriano mínimo") nos EUA e internacionalmente em 2006. O grupo ETC, um grupo canadense de bioética, protestou com o argumento de que a patente tinha escopo muito amplo.

## Projetos similares
De 2002 a 2010, uma equipe da Academia Húngara de Ciências criou uma variedade de Escherichia coli chamada MDS42, que agora é vendida pela Scarab Genomics de Madison, WI, sob o nome de "Clean Genome". E.coli ", onde 15% do genoma da cepa parental (E. coli K-12 MG1655) foram removidos para auxiliar na eficiência da biologia molecular, removendo elementos de inserção, pseudogenes e fagos, resultando em melhor manutenção de genes tóxicos codificados por plasmídeo, que geralmente são inativados por transposons. Máquinas de bioquímica e replicação não foram alteradas.

### A – Fontes primárias
1. 1 2 3 4 5  Gibson, D. G.; Glass, J. I.; Lartigue, C.; Noskov, V. N.; Chuang, R.-Y.; Algire, M. A.; Benders, G. A.; Montague, M. G.; Ma, L.; Moodie, M. M.; Merryman, C.; Vashee, S.; Krishnakumar, R.; Assad-Garcia, N.; Andrews-Pfannkoch, C.; Denisova, E. A.; Young, L.; Qi, Z.-Q.; Segall-Shapiro, T. H.; Calvey, C. H.; Parmar, P. P.; Hutchison, C. A.; Smith, H. O.; Venter, J. C. (20 de maio de 2010). «Creation of a Bacterial Cell Controlled by a Chemically Synthesized Genome». Science. 329 (5987): 52–56. Bibcode:2010Sci...329...52G. PMID 20488990. doi:10.1126/science.1190719
2. 1 2
3. 1 2 3  Glass. «Essential genes of a minimal bacterium». Proceedings of the National Academy of Sciences. 103: 425–430. Bibcode:2006PNAS..103..425G. PMC 1324956. PMID 16407165. doi:10.1073/pnas.0510013103
4. ↑  Gibson. «Complete Chemical Synthesis, Assembly, and Cloning of a Mycoplasma genitalium Genome». Science (em inglês). 319: 1215–1220. Bibcode:2008Sci...319.1215G. ISSN 0036-8075. PMID 18218864. doi:10.1126/science.1151721
5. ↑  «Mycoplasmas and the minimal genome concept». Molecular Biology and Pathogenicity of Mycoplasmas (Razin S, Herrmann R, eds.). Kluwer Academic/Plenum. New York: [s.n.] 2002. pp. 221–54. ISBN 978-0-306-47287-9
6. ↑  Young L, Sung J, Stacey G, Masters JR. "Detection of Mycoplasma in cell cultures". Nat Protoc. 2010 5(5): 929–34. Epub 2010 Apr 22.
7. ↑  White O, Fraser CM, Gocayne JD;  et al. «The minimal gene complement of Mycoplasma genitalium». Science. 270: 397–403. Bibcode:1995Sci...270..397F. PMID 7569993. doi:10.1126/science.270.5235.397
8. ↑  Morris RM;  et al. (2002). «SAR11 clade dominates ocean surface bacterioplankton communities». Nature. 420: 806–10. Bibcode:2002Natur.420..806M. PMID 12490947. doi:10.1038/nature01240
9. ↑  Stephen J. Giovannoni (2005). «Genome Streamlining in a Cosmopolitan Oceanic Bacterium». Science. 309: 1242–1245. Bibcode:2005Sci...309.1242G. PMID 16109880. doi:10.1126/science.1114057
10. ↑  Rappé MS, Connon SA, Vergin KL, Giovannoni SL (2002). «Cultivation of the ubiquitous SAR11 marine bacterioplankton clade». Nature. 418: 630–33. Bibcode:2002Natur.418..630R. PMID 12167859. doi:10.1038/nature00917
11. ↑  Tripp HJ, Kitner JB, Schwalbach MS, Dacey JW, Wilhelm LJ, Giovannoni SJ. «SAR11 marine bacteria require exogenous reduced sulphur for growth». Nature. 452: 741–4. Bibcode:2008Natur.452..741T. PMID 18337719. doi:10.1038/nature06776
12. ↑  «The 160-Kilobase Genome of the Bacterial Endosymbiont Carsonella». Science. 314. 267 páginas. 2006. PMID 17038615. doi:10.1126/science.1134196
13. ↑  «Convergent evolution of metabolic roles in bacterial co-symbionts of insects». Proceedings of the National Academy of Sciences. 106: 15394–15399. 2009. Bibcode:2009PNAS..10615394M. PMC 2741262. PMID 19706397. doi:10.1073/pnas.0906424106
14. ↑  Nancy A. Moran and Gordon M. Bennett. «The Tiniest Tiny Genomes». Annual Review of Microbiology. 68: 195–215. PMID 24995872. doi:10.1146/annurev-micro-091213-112901
15. 1 2 3
16. ↑  Lartigue C, Glass JI, Alperovich N, Pieper R, Parmar PP, Hutchison CA 3rd, Smith HO, Venter JC. «Genome transplantation in bacteria: changing one species to another». Science. 317: 632–8. Bibcode:2007Sci...317..632L. PMID 17600181. doi:10.1126/science.1144622
17. ↑  «Sequence space and the ongoing expansion of the protein universe». Nature. 465: 922–6. Bibcode:2010Natur.465..922P. PMID 20485343. doi:10.1038/nature09105
18. ↑  Hutchison. «Design and synthesis of a minimal bacterial genome». Science (em inglês). 351: aad6253. Bibcode:2016Sci...351.....H. ISSN 0036-8075. PMID 27013737. doi:10.1126/science.aad6253
19. ↑  Arcady R. Mushegian and Eugene V. Koonin. «A minimal gene set for cellular life derived by comparison of complete bacterial genomes». Proc. Natl. Acad. Sci. USA. 93: 10268–10273. Bibcode:1996PNAS...9310268M. PMC 38373. PMID 8816789. doi:10.1073/pnas.93.19.10268
20. ↑  Herper, Matthew. «After 20 Year Quest, Biologists Create Synthetic Bacteria With No Extra Genes». Forbes (em inglês)
21. ↑  US Patent Application: 20070122826
22. ↑  Umenhoffer K, Fehér T, Balikó G, Ayaydin F, Pósfai J, Blattner FR, Pósfai G (2010). «Reduced evolvability of Escherichia coli MDS42, an IS-less cellular chassis for molecular and synthetic biology applications». Microbial Cell Factories. 9. 38 páginas. PMC 2891674. PMID 20492662. doi:10.1186/1475-2859-9-38
23. ↑  Pósfai G, Plunkett G 3rd, Fehér T, Frisch D, Keil GM, Umenhoffer K, Kolisnychenko V, Stahl B, Sharma SS, de Arruda M, Burland V, Harcum SW, Blattner FR (2006). «Emergent properties of reduced-genome Escherichia coli». Science. 312: 1044–6. Bibcode:2006Sci...312.1044P. PMID 16645050. doi:10.1126/science.1126439
24. ↑  Kolisnychenko V, Plunkett G 3rd, Herring CD, Fehér T, Pósfai J, Blattner FR, Pósfai G. «Engineering a reduced Escherichia coli genome». Genome Res. 12: 640–7. PMC 187512. PMID 11932248. doi:10.1101/gr.217202

### B – Imprensa popular
1. 1 2  Roberta Kwok (2010). «Genomics: DNA's master craftsmen». Nature. 468: 22–5. Bibcode:2010Natur.468...22K. PMID 21048740. doi:10.1038/468022a
2. 1 2 3  Callaway. «'Minimal' cell raises stakes in race to harness synthetic life». Nature (em inglês). 531: 557–558. Bibcode:2016Natur.531..557C. ISSN 0028-0836. PMID 27029256. doi:10.1038/531557a
3. ↑  Ball. «Genome stitched together by hand». Nature (em inglês). ISSN 0028-0836. doi:10.1038/news.2008.522
4. 1 2 3 4  Pennisi E. «Genomics. Synthetic genome brings new life to bacterium» (PDF). Science. 328: 958–9. PMID 20488994. doi:10.1126/science.328.5981.958
5. ↑  Katsnelson. «Researchers start up cell with synthetic genome». Nature (em inglês). ISSN 0028-0836. doi:10.1038/news.2010.253
6. ↑  Zimmer, Carl. «And the Genomes Keep Shrinking...». National Geographic
7. ↑  Ken Shirriff. «Using Arc to decode Venter's secret DNA watermark». Ken Shirriff's blog
8. ↑  First Minimal Synthetic Bacterial Cell. Astrobiology Web. March 24, 2016.
9. 1 2  «The Mysterious Thing About a Marvelous New Synthetic Cell»
10. ↑  «I am creating artificial life, declares US gene pioneer». The Guardian
11. ↑  «How scientists made 'artificial life'». BBC News
12. ↑  Andrew Pollack, His Corporate Strategy: The Scientific Method, NYTimes, September 4, 2010
13. ↑  Longest Piece of Synthetic DNA Yet, Scientific American News, 24 January 2008
14. ↑  "Artificial life: Patent pending", The Economist, June 14, 2007. Retrieved October 7, 2007.
15. ↑  Roger Highfield, "Man-made microbe 'to create endless biofuel'", Telegraph, June 8, 2007. Retrieved October 7, 2007.
16. ↑  Ianculovici, Elena. «The Emerging Field of Synthetic Biology: "Syn" or Salvation?». Science in the News (em inglês)
17. ↑  «Scarab Genomics LLC. Company web site.»